# Indelicada Cia Teatral
A Indelicada é uma companhia de teatro fundada em 2014, na cidade de Goiânia (Goiás). Realiza, sobretudo, o Teatro Contemporâneo, com processos criativos e métodos de trabalhos híbridos.

## Histórico
O primeiro trabalho da cia. foi a montagem, no segundo semestre de 2014, do espetáculo O Príncipe, estreado em abril de 2015. Com O Príncipe, o grupo deu início a uma pesquisa da estética e linguagem do clown, onde os palhaços Vânio e Kadu narram a trágica história do príncipe Hamlet de uma maneira completamente cômica.
Ainda em 2015, a companhia estreou o espetáculo o Auto de Nova Barcelona, contando a vida, os feitos milagrosos e a morte de Antero da Costa Carvalho, um santo popular da cidade de Catalão – GO. Na peça, a Indelicada Cia. Teatral optou por desenvolver uma mescla de elementos da ficção e da realidade, do folclore popular, das manifestações tradicionais da cultura goiana e do sincretismo religioso; o que resultou em uma “nova versão” da história de Antero, que transita entre o real e a fantasia.
A primeira participação em festival de teatro sobreveio na 7ª edição do FESTOL - Festival Otra Latitud, que ocorreu na cidade de Tuxtlã Gutiérrez, no México, em agosto de 2016, com a apresentação do espetáculo O Príncipe. O mesmo espetáculo também foi selecionado para participar do 7° Festival Internacional de Teatro Clássico Adaptado em Mar Chiquita na Província de Buenos Aires – Argentina.
A participação em festivais seguiu em 2017, dando destaque às apresentações do espetáculo O Príncipe na 6ª Semana de Teatro de Goiás e na 14ª Galhofada, ambos na cidade de Goiânia – GO.
Também em 2017, o grupo estreou o espetáculo Macário, fruto de uma de pesquisa sobre a obra de Álvares de Azevedo, considerado o primeiro escritor “genuinamente brasileiro”, sendo Macário o seu único drama e última obra escrita pelo jovem autor, que faleceu aos 21 anos. Com Macário, a Indelicada realizou uma investigação da estética contemporânea, sendo este um espetáculo híbrido e com elementos caóticos, característicos de vanguardas como o surrealismo e o absurdo. Em outubro de 2017, o espetáculo foi apresentado na 15ª edição do Festival Internacional de Artes Cênicas – Goiânia em Cena, na capital do Estado de Goiás.
No mesmo ano, o grupo participou com o espetáculo O Príncipe do V FESTA – Festival Nacional de Araguari, em Minas Gerais. A participação rendeu ao coletivo os prêmios de Melhor Figurino à Lino Calaça e Melhor Ator de Comédia à Evandro Costa.
Em 2018 estreou o espetáculo Mercúrio Retrógrado, uma ode à liberdade em tempos de comunicação refratária de discursos de ódio e de certezas inabaláveis. A temporada de estreia do espetáculo aconteceu com apresentações nas cidades de Catalão e Goiânia.
Em outubro de 2018, a companhia apresentou o espetáculo O Príncipe em dois festivais de teatro no Equador: Segunda Gira de Teatro Infantojuvenil Randinga e no 10º Festival Internacional de Tiempo de Teatro.

## Peças
- O Príncipe (2014)
- Auto da Nova Barcelona (2015)
- Macário (2017)
- Mercúrio Retrógrado (2018)

## Membros
- Daniel Pires
- Evandro Costa
- João Bosco Amaral
- Lino Calaça
- Ricardo Fiuza
- Sol Silveira
- Thiago Santana

## Ligações Externas
- Sítio Oficial
- Indelicada Cia Teatral no Facebook
- Indelicada Cia Teatral no Instagram